# Гадіді
Гадіді (груз. გადიდი) — село в Грузії.
За даними перепису населення 2014 року в селі проживає 109 осіб.